# Bangumi
Bangumi est une société de production d'émissions de télévision française créée par le producteur Laurent Bon et le journaliste Yann Barthès le 15 juin 2011.

## Historique
La société de production Bangumi est fondée en 2011 par le producteur de l'émission Le Petit Journal, Laurent Bon, et son animateur, Yann Barthès.
À la rentrée 2016, Yann Barthès est remplacé par Cyrille Eldin à la présentation du programme Le Petit Journal ; l'équipe initiale dont il fait partie rejoint le groupe TF1. La même rentrée, la société produit sur TMC une émission similaire (dans le genre et la fréquence) nommée Quotidien, ainsi qu'une autre, cette fois-ci hebdomadaire, sur TF1.
À côté de Quotidien, Bangumi produit essentiellement des documentaires diffusés sur TMC, Arte ou France TV. 
Le nom de la société vient du japonais bangumi (番組) qui signifie « programme de télévision ».
En 2024, une enquête de Télérama révèle les conditions de travail difficiles des employés de la société de production Bangumi. Cette enquête évoque des employés se plaignant de licenciement pour avoir dénoncé une atteinte au droit de grève et un rythme de travail important ayant conduit un employé au burn-out. La directrice juridique et des ressources humaines, Audrey Maillet et le producteur, Laurent Bon ont réagi à cette enquête en expliquant que ce sont des exagérations et qu'ils n'ont reçu aucune alerte sur un stress ou un mal-être,,.

## Productions

### Séries télévisées
- 2015-2016 : Éric et Quentin, la série, websérie pour Canal+
- 2016-2017 : Mission : Évelyne  série humoristique avec Éric et Quentin pour HD1.
- 2018 : Guépardes, de Doria Achour et Sylvain Cattenoy pour TF1 Série Films

### Émissions de télévision
- 2011-2016 : Le Petit Journal, pour Canal+.
- 2012-2016 : Le Supplément, pour Canal+.
- 2016-2019 : Stupéfiant !, émission culturelle pour France 2[6],[7].
- Depuis 2016 : Quotidien, pour TMC.
- Depuis 2018 : Les Reportages de Martin Weill, pour TMC.
- Depuis 2019 : 5 Minutes de Hautes Coutures, pour TMC.
- 2019 : Soirée Pyjama, pour TMC.
- Depuis 2020 : Le Doc Stupéfiant, pour France 5.
- Depuis 2021 : Canap 95, pour TMC.
- Depuis 2021 : 21h Médias, pour TMC.
- Depuis 2023 : 80 minutes douche comprise, pour TMC.

### Podcasts
- Depuis 2021 : Champion avec Étienne Carbonnier.
- Depuis août 2021: Reporters avec Martin Weill[8].

### Documentaires
- 2015 : Les pensées de Paul, documentaire pour Canal+.
- 2015 : Le testament d'Alexander McQueen, documentaire sur et coproduit avec Arte.
- 2015 : Jean-Paul Gaultier travaille, documentaire sur et coproduit avec Arte.
- 2016 : Qu'est-ce que la haute couture ?, de Loïc Prigent et coproduit avec Arte.
- 2016 : Scandales de la mode, série documentaire sur et coproduit avec Arte.
- 2016 : Catherine Deneuve lit la mode, de Loïc Prigent et coproduit avec Arte.
- 2017 : Moi, candidat, de Jean-Baptiste Pérétié et Ludovic Vigogne pour Canal+.
- 2017 : Le Pavillon de Xavier Veilhan, de Loïc Prigent pour Canal+.
- 2017 : Le clan Bongo : une histoire française, pour Complément d'enquête sur France 2.
- 2017 : British Style, de Loïc Prigent et coproduit avec Arte.
- 2017 : Les dessins d’Yves Saint Laurent, de Loïc Prigent et coproduit avec Arte.
- 2017 : Mayotte, la dernière colonie ?, d’Anne-Charlotte Gourraud pour LCP.
- 2017 : Erasmus, notre plus belle année, de Sébastien Legay, Mathieu Dreujou et Dorothée Lachaud pour France 2.
- 2017 : Monuments 5 étoiles, d’Aude Rouaux pour France 5.
- 2018 : 52 Minutes de Mode, de Loïc Prigent pour TMC.
- 2018 : Des hommes stylés, de Loïc Prigent et coproduit avec Arte.
- 2019 : Gueules cassées, de Allan Henry pour Infrarouge (France 2[9]).
- 2020 : On achève bien les gros, de Gabrielle Deydier, Valentine Oberti et Laurent Follea pour Arte.